# Alberto Gómez (nadador)
Alberto Gómez es un deportista español que compitió en natación adaptada. Ganó ocho medallas en los Juegos Paralímpicos de Verano en los años 1984 y 1988.

## Palmarés internacional
| Juegos Paralímpicos | Juegos Paralímpicos                                        | Juegos Paralímpicos | Juegos Paralímpicos |
| Año                 | Lugar                                                      | Medalla             | Prueba              |
| ------------------- | ---------------------------------------------------------- | ------------------- | ------------------- |
| 1984                | Nueva York (Estados Unidos) Stoke Mandeville (Reino Unido) | Medalla de oro      | 100 m espalda L5    |
| 1984                | Nueva York (Estados Unidos) Stoke Mandeville (Reino Unido) | Medalla de oro      | 100 m libre L5      |
| 1984                | Nueva York (Estados Unidos) Stoke Mandeville (Reino Unido) | Medalla de plata    | 100 m braza L5      |
| 1984                | Nueva York (Estados Unidos) Stoke Mandeville (Reino Unido) | Medalla de bronce   | 100 m mariposa L5   |
| 1988                | Seúl (Corea del Sur)                                       | Medalla de plata    | 100 m espalda L6    |
| 1988                | Seúl (Corea del Sur)                                       | Medalla de plata    | 100 m mariposa L6   |
| 1988                | Seúl (Corea del Sur)                                       | Medalla de bronce   | 100 m braza L6      |
| 1988                | Seúl (Corea del Sur)                                       | Medalla de bronce   | 200 m estilos L6    |